# Юшков, Павел Анатольевич
Павел Анатольевич Юшков (14 февраля 1979, Вязьма) — российский футболист, нападающий и атакующий полузащитник.

## Биография
Воспитанник ДЮСШ города Вязьмы и Смоленского института физической культуры.
Выступал за клубы первого и второго дивизионов чемпионата России: «Динамо» Брянск, «Кристалл» Смоленск, «Авангард» Курск, «Волга» Тверь.
В 2006 году перешёл в армянскую «Мику», куда его пригласил тренер клуба, бывший игрок смоленского «Кристала» Армен Адамян. В составе «Мики» Юшков провёл 23 матча и забил 6 голов в чемпионате Армении, стал обладателем Кубка и Суперкубка Армении 2006 года, бронзовым призёром чемпионата страны, сыграл 2 матча в Кубке УЕФА.
Вернувшись в Россию, в начале 2007 года присоединился в тверской «Волге», на сборах перед стартом чемпионата получил тяжёлую травму. Восстанавливался в Вязьме, играя за местный клуб, затем выступал в Пскове и Смоленске.
После окончания профессиональной карьеры вернулся в Вязьму, играет за местный любительский клуб ФК «Вязьма». Лучший игрок чемпионата Смоленской области по футболу среди команд Первой лиги 2010 года, лучший полузащитник чемпионата Смоленской области по футболу 2013 года.